# Новорудный
Новорудный — посёлок в Новотроицком городском округе Оренбургской области.

## История
С 1961 по 2005 годы Новорудный имел статус посёлка городского типа.

## Население
| 1989 | 2002  | 2003  | 2004  | 2010  |
| ---- | ----- | ----- | ----- | ----- |
| 2038 | ↘1941 | ↘1900 | →1900 | ↘1490 |

Проживают русские, башкиры.

## Экономика
По данным Большой советской энциклопедии, в посёлке велась добыча железной руды.

## Транспорт
В посёлке находится железнодорожная станция Новорудная (на тупиковой ветке от разъезда № 213-А).
Ведется строительство железнодорожной ветки «Сибай-Подольск-Новорудная».